# Phyllophila recta
Phyllophila recta là một loài bướm đêm trong họ Noctuidae.